# Les Mollettes
Les Mollettes – miejscowość i gmina we Francji, w regionie Owernia-Rodan-Alpy, w departamencie Sabaudia.

## Demografia

Populacja Les Déserts w latach 1962–2008

Według danych na rok 1990 gminę zamieszkiwały 422 osoby, a gęstość zaludnienia wynosiła 77 osób/km² (wśród 2880 gmin regionu Rodan-Alpy Les Mollettes plasuje się na 1214. miejscu pod względem liczby ludności, natomiast pod względem powierzchni na miejscu 1478.).